# Halo: First Strike
Halo: First Strike é um romance de ficção científica militar por Eric Nylund, baseado na série de jogos eletrônicos Halo. O livro foi lançado em dezembro de 2003 e é o terceiro romance Halo; Segunda contribuição de Nylund para a série. O romance serve como uma ponte entre os eventos dos jogos Halo: Combat Evolved e sua sequência de 2004, Halo 2. First Strike também foi lançado como um audiolivro, narrado por Todd McLaren.
Halo: First Strike começa com a chegada da armada Covenant ao planeta-reduto humano de Reach. O livro segue a tentativa malsucedida de defender Reach pelos SPARTANs-II que estavam na superfície do planeta e as aventuras dos sobreviventes da batalha em Alpha Halo. O livro também revela que o pior medo da humanidade vai se tornar realidade: o Covenant está a caminho da Terra. O livro foi bem recebido pela crítica e vendeu bem, chegando à The New York Times Best Seller list. Os críticos descobriram que acrescentava profundidade aos jogos eletrônicos Halo e que era empolgante do começo ao fim.

## Antecedentes
First Strike foi o segundo romance Halo de Nylund após sua tarefa de escrever a pré-sequência do primeiro jogo, Halo: The Fall of Reach, de 2001. Nylund disse em uma entrevista que escreveu o livro em dezesseis semanas, um prazo muito mais longo do que as sete semanas que ele teve para concluir The Fall of Reach. No entanto, devido a mais cânons Halo já publicados, Nylund achou mais difícil escrever First Strike na história existente; "Havia mais eventos e personagens para conectar e controlar... cronogramas para sincronizar... como enfiar três agulhas de uma vez com uma mão." Para escrever um romance melhor do que The Fall of Reach, Nylund leu manuais de combate militar e biografias de soldados, ele também tentou melhorar onde os fãs haviam criticado o primeiro livro de Halo.

## Sinopse

### Ambientação
First Strike se passa no século 26, onde a humanidade, sob a governança do Comando Espacial das Nações Unidas (UNSC), tem travado uma guerra perdida contra um coletivo religioso de raças alienígenas conhecido como Covenant. A melhor defesa da humanidade contra o Covenant é o Projeto SPARTAN, supersoldados em armaduras energizadas, mas essas tropas de elite são muito poucas para virar a maré da guerra a favor do UNSC. Após um ataque Covenant em Reach, um planeta sob jurisdição do UNSC, a Pillar of Autumn foge ao acaso, encontrando uma antiga instalação construída pelos misteriosos Forerunners. O Covenant chama essa relíquia de Halo e acredita que é uma arma e meio de transcendência. O UNSC descobre que o Halo é na verdade um método de conter um parasita conhecido como Flood, destruindo toda a vida senciente para evitar que o Flood se espalhe para além de Halo. O SPARTAN Master Chief e sua companheira de inteligência artificial, Cortana, detonam os motores da Pillar of Autumn, destruindo Halo. Escapando da destruição por meio de um caça, o Chief e Cortana se consideram os únicos sobreviventes da catástrofe.

### Enredo
O romance começa em órbita acima do planeta Reach, enquanto a humanidade luta contra as forças de invasão do Covenant. A última linha de defesa do planeta é uma matriz de canhões aceleradores magnéticos (MACs) orbitando o planeta. O Master Chief envia uma equipe de Spartans para a superfície de Reach para proteger os geradores de energia dos MACs sediados no planeta. No final das contas, o Covenant é capaz de destruir os geradores e começar a bombardear a superfície do planeta - derretendo sua superfície em vidro ('cristralizando o planeta'). Os sobreviventes Spartans fogem para o subsolo para a sede secreta do Escritório de Inteligência Naval. Lá eles encontram a Dra. Halsey que, com a ajuda de alguns dos Spartans sobreviventes, descobre um estranho fragmento cristalino em uma caverna construída pelos antigos Forerunners. Perseguidos pelo Covenant, os Spartans recuperam o fragmento e desmoronam a passagem atrás deles, o que os salva das forças Covenant que os perseguem, mas também os aprisiona nas profundezas de Reach.
O livro então muda para eventos que ocorrem logo após Halo, conforme Master Chief e Cortana vagueiam pelas ruínas de Halo, eles descobrem outros sobreviventes, incluindo o Sargento Johnson e o Cabo Locklear. O grupo comanda a nave-almirante do Covenant, Ascendant Justice, e usa seus recursos de slipspace para retornar ao sistema Reach. Para evitar que o Covenant encontre a Terra com um dispositivo de rastreamento, os humanos planejam encontrar uma nave humana que não esteja não danificada para levá-los à Terra. Ao chegar, o grupo recebe um sinal de rádio usado pelos Spartans em seus dias de treinamento. Na superfície, eles encontram três Spartans e o vice-almirante Danforth Whitcomb, o vice-chefe de operações navais. O vice-almirante arma uma "mina termonuclear Nova", uma arma que destruiria o planeta. O Master Chief e sua recém-adquirida equipe de Spartans então procedem para resgatar a Dra. Halsey e os outros Spartans que estavam presos sob a superfície do planeta. Enquanto isso, Cortana, ainda a bordo da Ascendant Justice, descobre que o Covenant já conhece a localização da Terra e está preparando uma frota de invasão. Para obter energia adicional, Cortana recupera a fragata abandonada UNSC Gettysburg, criando uma embarcação híbrida referida ao longo do livro como Gettysburg-Ascendant Justice.
Procurando o fragmento Forerunner, o Covenant ataca, causando severamente danos à Ascendant Justice, mas é temporariamente derrotado. A fim de fazer reparos, o UNSC forja uma aliança com separatistas humanos escondidos em um campo de asteróides, cuja ajuda também lhes permite reparar parcialmente a Gettysburg danificada. Halsey, depois de salvar a Spartan Linda-058 clinicamente morta, abduz a Spartan Kelly-087 e foge em uma nave roubada, deixando o Cabo Locklear com instruções para impedir que o cristal caia nas mãos do Covenant. Locklear decide destruir o cristal, inadvertidamente se matando, mas impedindo o Covenant de rastrear as emissões radioativas do cristal e, por extensão, a Ascendant Justice. No entanto, o Covenant ataca a base de asteróides com uma força esmagadora, forçando as forças do UNSC a fugir para o espaço e abandonar os separatistas à destruição.
Com o conhecimento de que o Covenant está a caminho da Terra, Master Chief e seus companheiros Spartans decidem interromper a força de invasão em seu ponto de encontro. Os Spartans se infiltram com sucesso na estação espacial Covenant, Unyielding Hierophant, configuram-na para se autodestruir e escapam em uma nave. A bordo da Ascendant Justice, Whitcomb engana a frota Covenant para seguir a nave mais perto da Unyielding Hierophant; quando a estação explode, toda a armada Covenant é destruída ou danificada. Master Chief e os Spartans sobreviventes levam a Gettysburg parcialmente reparada, que foi equipada com o módulo slipspace da Ascendant Justice, de volta à Terra com o Sgt. Johnson e Cortana para alertar sobre a invasão que se aproxima. Enquanto isso, a liderança do Covenant discute o destino do "incompetente", um Elite que permitiu que Halo fosse destruído e que a Ascendant Justice fosse capturada; preparando o cenário para Halo 2.

## Recepção
Após o lançamento, First Strike foi um sucesso comercial e de crítica, sendo o primeiro romance Halo a fazer parte da lista dos mais vendidos do The New York Times. O IGN afirmou que a escrita era "concisa e emocionante" e que os jogadores que esperavam pelo lançamento de Halo 2 poderiam pegar dicas interessantes sobre o que estava por vir no jogo e na campanha de marketing viral ilovebees. Eric Qualls, do About.com, afirmou que First Strike e os outros romances Halo "fazem você apreciar Halo e Halo 2 cem vezes mais", e recomendou fortemente que os fãs do jogo comprassem o romance. Shawn da Digital Monkey Box criticou a forma como os personagens secundários de Nylund que foram desenvolvidos no início do livro como Master Chief tem precedência, mas no geral elogiou muito o livro. O desenvolvimento de personagem de Nylund e os desafios éticos apresentados ao Master Chief foram elogiados, no entanto, e o revisor Josh Carter o considerou superior a qualquer um dos livros anteriores. Quando Phil Jones revisou o livro para a Science Fiction Crowsnest, ele descobriu que "o combate fica um tanto cansativo", mas concluiu que o livro era bom e fácil de ler e "no que diz respeito aos spin-offs, não é ruim". O audiolivro de First Strike também foi bem recebido, e o revisor Cliff Bakehorn comentou que "Todd McLaren fez um bom trabalho narrando", além de considerá-lo "uma história empolgante".